# Бргудац
Бргудац је село у северном делу хрватске Истре. Налази се на територији општине Ланишће, и према попису из 2001. године има 12 становника.
Бргудац је највише насељено место у Истарској жупанији. Налази се на надморској висини од 747 m, на планини Ћићарији.
У селу постоји црква Св. Блажа која се помиње 1580. године.